# Cắt bé
Cắt bé (danh pháp khoa học: Accipiter minullus) là một loài chim trong họ Ưng.
Loài này được tìm thấy ở Angola, Botswana, Burundi, Cộng hòa Dân chủ Congo, Eritrea, Ethiopia, Kenya, Lesotho, Malawi, Mali, Mozambique, Namibia, Rwanda, Somalia, Nam Phi, Sudan, Swaziland, Tanzania, Uganda, Zambia, và Zimbabwe. Nó dài 20 đến 25 cm (7,9 đến 9,8 in) (khoảng 1/2 là chiều dài đuôi), sải cánh 39–52 cm (15–20 in) và nặng khoảng 85 g (3,0 oz). Nó là loài nhỏ nhất của chi Accipiter và có lẽ là loài nhỏ nhất của họ Ưng.